# Кармо-2 Валле-дю-Серу
Кармо́-2 Валле́-дю-Серу́ (фр. Carmaux-2 Vallée du Cérou) — кантон во Франции, находится в регионе Юг-Пиренеи, департамент Тарн. Входит в состав округа Альби.
Код INSEE кантона — 8106. В состав кантона входит 39 коммун и часть коммуны Кармо. Центральный офис расположен в Кармо.
Кантон был создан 22 марта 2015 года. В состав новообразованного кантона вошли коммуны упразднённых кантонов Корд-сюр-Сьель (17 коммун), Ваур (9 коммун), Монестье (9 коммун), Кармо-Сюд (3 коммуны), Кармо-Нор (1 коммуна) и часть коммуны Кармо.

## История
Новая норма административного деления, созданная декретом от 17 февраля 2014 года, вступила в силу на первых региональных (территориальных) выборах (новый тип выборов во Франции). Таким образом, единые территориальные выборы заменяют два вида голосования, существовавших до сих пор: региональные выборы и кантональные выборы (выборы генеральных советников). Первые выборы такого типа, на которых избирают одновременно и региональных советников (членов парламентов французских регионов), и генеральных советников (членов парламентов французских департаментов), состоялись в два тура 22 и 29 марта 2015 года. Эта дата официально считается датой создания новых кантонов и упразднения части старых. Начиная с этих выборов, советники избираются по смешанной системе (мажоритарной и пропорциональной). Избиратели каждого кантона выбирают Совет департамента (новое название генерального Совета): двух советников разного пола. Этот новый механизм голосования потребовал перераспределения коммун по кантонам, количество которых в департаменте уменьшилось вдвое с округлением итоговой величины вверх до нечётного числа в соответствии с условиями минимального порога, определённого статьёй 4 закона от 17 мая 2013 года.

## Население
Население кантона на 2015 год составляло … человек.

## Коммуны кантона
| Коммуна            | Население, чел. (2012) | Почтовый индекс | Код INSEE |
| ------------------ | ---------------------- | --------------- | --------- |
| Амаран             | 69                     | 81170           | 81009     |
| Блай-ле-Мин        | 3061                   | 81400           | 81033     |
| Бурназель          | 181                    | 81170           | 81035     |
| Ваур               | 350                    | 81140           | 81309     |
| Вендрак-Алерак     | 167                    | 81170           | 81320     |
| Вирак              | 216                    | 81640           | 81322     |
| Донназак           | 80                     | 81170           | 81080     |
| Итсак              | 145                    | 81170           | 81108     |
| Кармо              |                        | 81400           | 81060     |
| Комбефа            | 161                    | 81640           | 81068     |
| Корд-сюр-Сьель     | 964                    | 81170           | 81069     |
| Лабарт-Бле         | 81                     | 81170           | 81111     |
| Лабастид-Габос     | 454                    | 81400           | 81114     |
| Лакапель-Сегалар   | 94                     | 81170           | 81123     |
| Лапаррукьяль       | 108                    | 81640           | 81135     |
| Ле-Кабан           | 364                    | 81170           | 81045     |
| Ле-Рьоль           | 117                    | 81170           | 81224     |
| Ле-Сегюр           | 230                    | 81640           | 81280     |
| Ливе-Казель        | 223                    | 81170           | 81146     |
| Лубе               | 89                     | 81170           | 81148     |
| Марнав             | 76                     | 81170           | 81154     |
| Мийар              | 236                    | 81170           | 81165     |
| Монестье           | 1424                   | 81640           | 81170     |
| Монрозье           | 27                     | 81170           | 81184     |
| Монтира            | 268                    | 81190           | 81180     |
| Музье-Панан        | 246                    | 81170           | 81191     |
| Ноай               | 213                    | 81170           | 81197     |
| Пен                | 574                    | 81140           | 81206     |
| Руссероль          | 73                     | 81140           | 81234     |
| Саль               | 185                    | 81640           | 81275     |
| Сен-Бенуа-де-Кармо | 2164                   | 81400           | 81244     |
| Сен-Кристоф        | 135                    | 81190           | 81245     |
| Сен-Марсель-Камп   | 221                    | 81170           | 81262     |
| Сен-Мартен-Лагепи  | 420                    | 81170           | 81263     |
| Сен-Мишель-де-Вакс | 65                     | 81140           | 81265     |
| Суэль              | 189                    | 81170           | 81290     |
| Таис               | 411                    | 81130           | 81291     |
| Тоннак             | 125                    | 81170           | 81300     |
| Тревьен            | 192                    | 81190           | 81304     |
| Фроссей            | 92                     | 81170           | 81095     |